# Cruz Grande (México)
Cruz Grande es una localidad mexicana perteneciente al Estado de Guerrero, siendo cabecera y la localidad más poblada del municipio de Florencio Villarreal. La localidad se localiza en la región de Costa Chica de Guerrero.
Más conocida por sus raíces y costumbres, siendo denominada "la cuna de el son de artesa"
Una localidad la cual sus principales recursos son la agricultura, ganadería y pesca.

## Población
Según el último conteo del INEGI la localidad contaba hasta el 2020 con 13 440 habitantes, de los cuales,  representan el 64.4% del total municipal.

## Festividades

### Mayo
Inauguración de la Expo Feria

### Diciembre
19 de diciembre: Se lleva a cabo el tradicional recorrido de la Virgen de Los Pajaritos aparecida en el año 1954, dónde personas de la población y lugares aledaños acuden a la casa donde se apareció la virgen, desde el domicilio de la Sra. Apolonia Rodriguez Acevedo (†), recorriendo las principales calles de la población acompañado de música de viento y el ambiente del pueblo.
Se realiza la mayor fiesta deportiva de la población el Tradicional Torneo de Fútbol Decembrino. Llevándose a cabo 2 o 3 días antes de Navidad (a excepción de ese día) hasta el 31 de diciembre que es la Gran Final. Se otorgan premios a los tres primeros lugares y al máximo goleador del certamen.